# Oliola
Oliola là một đô thị trong tỉnh Lleida, cộng đồng tự trị Cataluña Tây Ban Nha. Đô thị Oliola có diện tích là 86,3 ki-lô-mét vuông, dân số năm 2009 là 232 người với mật độ 2,69 người/km². Đô thị Oliola có cự ly km so với tỉnh lỵ Lleida.